# Yundi
Yundi Li, známý i jen jako Yundi, stylizovaně YUNDI (* 7. října 1982 Čchung-čching), je čínský pianista. Yundi je znám především svými interpretacemi Fryderyka Chopina a Ference Liszta, je považován za jednoho z nejlepších hráčů Chopinových děl současnosti.
Mezinárodní uznání získal Yundi po vítězství na prestižní Chopinově mezinárodní klavírní soutěži v roce 2000. Stal se prvním soutěžícím, který se stal absolutním vítězem po Stanislavu Buninovi v roce 1985. Byl také nejmladším a prvním čínským absolutním vítězem. V roce 2015 se stal také nejmladším porotcem v historii této soutěže.

## Ohlas
Recenze jeho vystoupení a nahrávek jsou velmi pozitivní. Uznání se dostalo především jeho repertoáru od Chopina, Liszta, Prokofjeva, Mozarta, Beethovena, Ravela a Schumanna.